# Monk Soham
Monk Soham – wieś i civil parish w Anglii, w Suffolk, w dystrykcie Mid Suffolk. W 2001 civil parish liczyła 160 mieszkańców. W civil parish znajduje się 20 zabytkowych budynków.